# سرگی لوپز (بازیکن فوتبال)
سرگی لوپز (انگلیسی: Sergi López; ۶ اکتبر ۱۹۶۷ – ۴ نوامبر ۲۰۰۶) بازیکن فوتبال اهل اسپانیا بود.
از باشگاه‌هایی که در آن بازی کرده‌است می‌توان به باشگاه ورزشی رئال مایورکا، باشگاه فوتبال رئال ساراگوسا، باشگاه فوتبال بارسلونا بی، و باشگاه فوتبال بارسلونا اشاره کرد.
وی همچنین در تیم ملی فوتبال زیر ۲۱ سال اسپانیا بازی کرده‌است.